# 阿哈尼堪
阿哈尼堪（穆麟德轉寫：ahanikan，？—1651年），富察氏，滿洲鑲黃旗人，清朝政治人物、清朝兵部尚書。
阿哈尼堪初授牛录额真。崇德年间攻打朝鲜王朝，取江华岛。征虎尔哈、挂喇尔，从伐明朝，围攻锦州，败松山援兵。升任礼部参政，镶黄旗梅勒额真。顺治元年从阿山军入关，先后从豫亲王、郑亲王自河南下攻略江南扬州；讨伐蒙古苏尼特部。曾任都統。順治四年四月乙亥，接替譚拜，擔任清朝兵部尚書，后改禮部尚書。由明安達禮接任。顺治六年（1649年）率兵征湖广，在湖南破南明军。顺治八年卒。进封世职至一等阿思哈尼哈番。